# 파리 생제르맹 2023-24 시즌
2023–24년 시즌은 파리 생제르맹 창단 후 51번째 시즌이고 프랑스 축구의 최고 순위 리그의 해당 클럽의 50번째 연속 시즌이다. 이 시즌은 2023년 8월 12일에 시작해서 2024년 5월 25일(쿠프 드 프랑스 결승전)에 끝날 것이다.

## 선수 명단

### 1군팀 명단
2023년 9월 2일 기준.
참고: FIFA 자격 규정에 따라 소속된 국가대표팀 국기를 표시합니다. 선수는 복수의 FIFA 비회원국 국적을 가지고 있을 수 있습니다.
| 번호 | 포지션 | 국적 | 이름            |
| ---- | ------ | ---- | --------------- |
| 1    | GK     |      | 케일로르 나바스 |
| 2    | DF     |      | 아슈라프 하키미 |
| 3    | DF     |      | 프레스넬 킴펨베 |
| 4    | MF     |      | 마누엘 우가르테 |
| 5    | DF     |      | 마르키뉴스      |
| 6    | MF     |      | 마르코 베라티   |
| 7    | FW     |      | 킬리앙 음바페   |
| 8    | MF     |      | 파비안 루이스   |
| 9    | FW     |      | 곤살루 하무스   |
| 10   | FW     |      | 우스만 뎀벨레   |
| 11   | FW     |      | 마르코 아센시오 |
| 15   | MF     |      | 다닐루 페레이라 |
| 16   | GK     |      | 세르히오 리코   |
| 17   | MF     |      | 비티냐          |
| 19   | MF     |      | 이강인          |
| 21   | DF     |      | 뤼카 에르난데스 |

| 번호 | 포지션 | 국적 | 이름                |
| ---- | ------ | ---- | ------------------- |
| 23   | FW     |      | 랑달 콜로 무아니    |
| 25   | DF     |      | 누누 멘드스         |
| 26   | DF     |      | 노르디 무키엘레     |
| 27   | MF     |      | 셰르 은두르         |
| 28   | MF     |      | 카를로스 솔레르     |
| 29   | FW     |      | 브라들레이 바르콜라 |
| 30   | GK     |      | 알렉상드르 르텔리에 |
| 32   | DF     |      | 레이뱅 퀴르자와     |
| 33   | MF     |      | 와렝 자이르-에므리  |
| 34   | MF     |      | 율리안 드락슬       |
| 37   | DF     |      | 밀란 슈크리니아르   |
| 38   | MF     |      | 에두아르 미쉬       |
| 44   | FW     |      | 위고 에키티케       |
| 80   | GK     |      | 아르나우 테나스     |
| 99   | GK     |      | 잔루이지 돈나룸마   |

### 임대간 선수 명단
참고: FIFA 자격 규정에 따라 소속된 국가대표팀 국기를 표시합니다. 선수는 복수의 FIFA 비회원국 국적을 가지고 있을 수 있습니다.
| 번호 | 포지션 | 국적 | 이름          |
| ---- | ------ | ---- | ------------- |
| —    | GK     |      | 뤼카 라발레   |
| —    | MF     |      | 아이망 카리   |
| —    | MF     |      | 사비 시몬스   |
| —    | MF     |      | 헤나투 산시스 |

| 번호 | 포지션 | 국적 | 이름                |
| ---- | ------ | ---- | ------------------- |
| —    | FW     |      | 노아 레미나         |
| —    | MF     |      | 이스마엘 가르비     |
| —    | DF     |      | 비모지 문투 와 뭉구 |
| —    | DF     |      | 콜랭 다그바         |

### 계약중 기타 선수들
참고: FIFA 자격 규정에 따라 소속된 국가대표팀 국기를 표시합니다. 선수는 복수의 FIFA 비회원국 국적을 가지고 있을 수 있습니다.
| 번호 | 포지션 | 국적               | 이름                  |
| ---- | ------ | ------------------ | --------------------- |
| GK   |        | 케일로르 나바스    |                       |
| DF   |        | 레이뱅 퀴르자와    |                       |
| MF   |        | 와랭 자이르-에므리 |                       |
| MF   |        | 율리안 드락슬러    |                       |
| MF   |        | 이스마엘 가르비    |                       |
| DF   |        | 셰리프 냐가        |                       |
| MF   |        | 에탕 음바페        |                       |
| FW   |        | 일례스 우스니      |                       |
| FW   |        | 노아 레미나        |                       |
| GK   |        | 루이 무케          |                       |
| —    | GK     |                    | 마티아스 란드리아마미 |
| —    | DF     |                    | 무타나비 보디앙       |

| 번호 | 포지션 | 국적 | 이름                       |
| ---- | ------ | ---- | -------------------------- |
| —    | DF     |      | 콜랭 다그바                |
| —    | DF     |      | 아브두 디알로              |
| —    | DF     |      | 네에미아 페르난데스-벨리스 |
| —    | DF     |      | 비모지 문투 와 뭉구        |
| —    | MF     |      | 에두아르 미쉬              |
| —    | MF     |      | 레안드로 파레데스          |
| —    | MF     |      | 조르지니오 베이날뒴        |
| —    | FW     |      | 제이디 가사마              |
| —    | FW     |      | 마우로 이카르디            |
| —    | FW     |      | 케니 나제라                |
| —    | FW     |      | 사뮈엘 누아로-도리아       |

## 이적

### 입단
| No. | Pos | 선수              | 이전 소속팀      | 이적료        | 날짜            | 출처          |
| --- | --- | ----------------- | ---------------- | ------------- | --------------- | ------------- |
| 44  | FW  | 위고 에키티케     | 스타드 드 랭스   | €28.5 million | 2023년 6월 10일 | [ 3 ] [ 4 ]   |
| 37  | DF  | 밀란 슈크리니아르 | 무소속(자유계약) | 무료          | 2023년 7월 6일  | [ 5 ]         |
| 11  | MF  | 마르코 아센시오   | 무소속(자유계약) | 무료          | 2023년 7월 6일  | [ 6 ]         |
| 4   | MF  | 마누엘 우가르테   | 스포르팅 리스본  | €60 million   | 2023년 7월 7일  | [ 7 ] [ 8 ]   |
| 19  | MF  | 이강인            | RCD 마요르카     | €22 million   | 2023년 7월 8일  | [ 9 ] [ 10 ]  |
| 21  | DF  | 뤼카 에르난데스   | 바이에른 뮌헨    | €40 million   | 2023년 7월 9일  | [ 11 ] [ 12 ] |
| 27  | MF  | 셰르 은두르       | 무소속(자유계약) | 무료          | 2023년 7월 12일 | [ 13 ]        |
| —   | MF  | 사비 시몬스       | PSV 에인트호번   | €6 million    | 2023년 7월 19일 | [ 14 ] [ 15 ] |

### 퇴단
| Pos | 선수                      | 이후 소속팀               | 이적료       | 날짜            | 출처                 |
| --- | ------------------------- | ------------------------- | ------------ | --------------- | -------------------- |
| MF  | 에릭 주니오르 디나 에빔베 | 아인트라흐트 프랑크푸르트 | €6.5 million | 2023년 7월 1일  | [ 16 ] [ 17 ]        |
| DF  | 세르히오 라모스           | 방출                      | 무료         | 2023년 7월 1일  | [ 18 ]               |
| MF  | 앙판 아하마다             | 방출                      | 무료         | 2023년 7월 1일  |                      |
| FW  | 리오넬 메시               | 방출                      | 무료         | 2023년 7월 1일  | [ 19 ] [ 20 ]        |
| MF  | 아이망 카리               | FC 로리앙                 | 임대         | 2023년 7월 6일  | [ 21 ] [ 22 ]        |
| DF  | 유네스 엘 하나시          | 알-샤말 SC                | 비공개       | 2023년 7월 16일 | [ 23 ] [ 24 ] [ 25 ] |
| DF  | 엘 샤다이 비치아뷔        | RB 라이프치히             | €15 million  | 2023년 7월 18일 | [ 26 ] [ 27 ]        |
| MF  | 사비 시몬스               | RB 라이프치히             | 임대         | 2023년 7월 19일 | [ 28 ]               |
| GK  | 뤼카 라발레               | USL 됭케르크              | 임대         | 2023년 7월 19일 | [ 29 ]               |
| MF  | 주마나 바그베마           | SM 캉                     | 무료         | 2023년 7월 20일 | [ 30 ] [ 31 ]        |

1. ↑  Up to €6.5 million in bonuses.
2. 1 2  Up to €5 million in bonuses.
3. ↑  2023년 7월 15일, 메시는 인터 마이애미에 입단하였다.
4. ↑  Reportedly includes an option to sign permanently for €5 million.

## 프리시즌
승리
  무승부
  패배
  일정
| 친선경기 2023년 7월 21일 | 파리 생제르맹                             | 2–0    | 르 아브르 | 푸아시, 프랑스                |  |  |
| 17:00 CEST (UTC+2)       | - 위고 에키티케 53′ - 킬리앙 음바페 90+1′ | 리포트 |           | 경기장: 캄푸스 PSG 관중 수: 0 |  |  |
|                          |                                           |        |           |                               |  |  |

| PSG 일본 투어(친선경기) 2023년 7월 25일 | 파리 생제르맹 | 0-0 | 알 나스르 | 오사카, 일본                 |  |  |
| 19:20 JST (UTC+9)                       |               |     |           | 경기장: 얀마 스타디움 나가이 |  |  |
|                                         |               |     |           |                              |  |  |

| PSG 일본 투어(친선경기) 2023년 7월 28일 | 세레소 오사카 | v | 파리 생제르맹 | 오사카, 일본                 |  |  |
| 19:20 JST (UTC+9)                       |               |   |               | 경기장: 얀마 스타디움 나가이 |  |  |
|                                         |               |   |               |                              |  |  |

| PSG 일본 투어(친선경기) 2023년 8월 1일 | 파리 생제르맹 | v | 인테르 밀라노 | 도쿄, 일본              |  |  |
| 19:20 JST (UTC+9)                      |               |   |               | 경기장: 일본 국립경기장 |  |  |
|                                        |               |   |               |                         |  |  |

| 쿠팡플레이 시리즈(친선경기) 2023년 8월 3일 | 전북 현대 모터스 | v | 파리 생제르맹 | 부산, 대한민국               |  |  |
| 17:00 KST (UTC+9)                          |                  |   |               | 경기장: 부산아시아드주경기장 |  |  |
|                                            |                  |   |               |                              |  |  |

## 대회

### 전체 기록
틀:Fb overview2

### 리그 1

#### 리그 순위
| 순위 | 팀                | 경기 | 승 | 무 | 패 | 득 | 실 | 차  | 승점 | 참가 자격 및 강등                     |
| ---- | ----------------- | ---- | -- | -- | -- | -- | -- | --- | ---- | ------------------------------------- |
| 1    | 파리 생제르맹 (C) | 34   | 22 | 10 | 2  | 81 | 33 | +48 | 76   | 2024-25년 UEFA 챔피언스리그 리그 단계 |
| 2    | 모나코            | 34   | 20 | 7  | 7  | 68 | 42 | +26 | 67   | 2024-25년 UEFA 챔피언스리그 리그 단계 |
| 3    | 브레스투아        | 34   | 17 | 10 | 7  | 53 | 34 | +19 | 61   | 2024-25년 UEFA 챔피언스리그 리그 단계 |
| 4    | 릴                | 34   | 16 | 11 | 7  | 52 | 34 | +18 | 59   | UEFA 챔피언스리그 2024-25 3차예선     |
| 5    | 니스              | 34   | 15 | 10 | 9  | 40 | 29 | +11 | 55   | UEFA 유로파리그 2024-25 리그 단계     |

1. ↑  쿠프 드 프랑스 2023–24 우승팀 (파리 생제르맹 또는 올랭피크 리옹)은 유로파리그 리그 단계에 진출한다. 올랭피크 리옹은 최종 성적 리그 6위 이상을 기록해서, 6위팀(리옹)이 유로파리그 본선 참가권을 승계하고, 리그 7위팀이 컨퍼런스리그 참가권을 승계한다.).

#### 결과 요약
틀:Fb rs
출처: Ligue 1

#### 리그 1 라운드별 결과
| 경기장 | H  | A  | H  | A  | H  | H  | A  | A  | H  | A  | H  | A  | H  | A  | H  | A  | H  | A  | H  | A  | H  | A  | H  | A  | H  | A  | A  | H  | A  | H  | H  | A  | H  | A  |            |             |             |             |                                                                                                   |
| 결과   | 무 | 무 | 승 | 승 | 패 | 승 | 무 | 승 | 승 | 승 | 승 | 승 | 승 | 승 | 승 | 무 | 승 | 승 | 무 | 승 | 승 | 승 | 무 | 무 | 무 | 승 | 승 | 무 | 승 | 승 | 무 | 승 | 패 | 승 |            |             |             |             |                                                                                                   |
| 순위   | 11 | 11 | 8  | 2  | 5  | 3  | 5  | 3  | 3  | 2  | 2  | 1  | 1  | 1  | 1  | 1  | 1  | 1  | 1  | 1  | 1  | 1  | 1  | 1  | 1  | 1  | 1  | 1  | 1  | 1  | 1  | 1  | 1  | 1  | text_W=Win | text_D=Draw | text_L=Loss | text_A=Away | color_2–3=green1\|color_4=green2\|color_5=blue1\|color_6=yellow1\|color_16=red2\|color_17–18=red1 |

최종 업데이트: 2024년 5월 20일.
출처: 리그 1

홈/어웨이: A = 어웨이; H = 홈. 결과: 무 = 무승부; 패 = 패배; 승 = 승리; P = 연기됨.

#### 리그 1 경기들
리그 일정은 2023년 6월 29일에 확정되었다.
| 1 2023년 8월 12일 (토) | 파리 생제르맹 | 0 - 0 | FC 로리앙 | 파르크데프랭스, 파리                                                          |  |  |
| 21:00 UTC+2            |               |       |           | 관중 수: 47,579 심판: 바스티앵 데셰피 맨 오브 더 매치: 이강인 (파리 생제르맹) |  |  |
|                        |               |       |           |                                                                               |  |  |

| 2 2023년 8월 19일 (토) | 툴루즈                         | 1 - 1 | 파리 생제르맹              | 스타디움 드 툴루즈, 툴루즈                                                       |  |  |
| 21:00 UTC+2            | 자카리아 아부클랄 87′ (페널티) |       | 62′ (페널티) 킬리앙 음바페 | 관중 수: 27,332 심판: 토마 레오나 맨 오브 더 매치: 킬리앙 음바페 (파리 생제르맹) |  |  |
|                        |                                |       |                            |                                                                                  |  |  |

| 3 2023년 8월 26일 (토) | 파리 생제르맹                                | 3 - 1 | RC 랑스               | 파르크데프랭스, 파리                                                   |  |  |
| 21:00 UTC+2            | 마르코 아센시오 45′ · 킬리앙 음바페 52′, 90′ |       | 90+5′ 모르강 길라보기 | 심판: 프랑수아 르텍시에 맨 오브 더 매치: 킬리앙 음바페 (파리 생제르맹) |  |  |
|                        |                                              |       |                       |                                                                        |  |  |

| 4 2023년 9월 3일 (일) | 올랭피크 리옹              | 1 - 4 | 파리 생제르맹                                                                | 파르크 올랭피크 리요네, 리옹 (데신-샤르피외)                                       |  |  |
| 20:45 UTC+2           | 코랑탱 톨리소 74′ (페널티) |       | 4′ (페널티), 45+2′ 킬리앙 음바페 · 20′ 아슈라프 하키미 · 38′ 마르코 아센시오 | 관중 수: 51,657 심판: 에릭 바텔리에 맨 오브 더 매치: 킬리앙 음바페 (파리 생제르맹) |  |  |
|                       |                            |       |                                                                              |                                                                                    |  |  |

| 5 2023년 9월 15일 (금) | 파리 생제르맹          | 2 - 3 | OGC 니스                                 | 파르크데프랭스, 파리                                                  |  |  |
| 21:00 UTC+2            | 킬리앙 음바페 29′, 87′ |       | 21′, 68′ 테렘 모피 · 53′ 가에탕 라보르드 | 관중 수: 47,874 심판: 클레망 튀르팽 맨 오브 더 매치: 테렘 모피 (니스) |  |  |
|                        |                        |       |                                          |                                                                       |  |  |

| 6 2023년 9월 24일 (일) | 파리 생제르맹                                                      | 4 - 0 | 올랭피크 마르세유 | 파르크데프랭스, 파리                                                               |  |  |
| 20:45 UTC+2            | 아슈라프 하키미 8′ · 랑달 콜로 무아니 37′ · 곤살루 하무스 47′, 89′ |       |                   | 관중 수: 47,926 심판: 윌리 들라조 맨 오브 더 매치: 아슈라프 하키미 (파리 생제르맹) |  |  |
|                        |                                                                    |       |                   |                                                                                    |  |  |

| 7 2023년 9월 30일 (토) | 클레르몽 | 0 - 0 | 파리 생제르맹 | 스타드 가브리엘 몽피에, 클레르몽페랑  |  |  |
| 17:00 UTC+2            |          |       |               | 관중 수: 10,586 심판: 마르크 볼랑지에 |  |  |
|                        |          |       |               |                                       |  |  |

| 8 2023년 10월 8일 (일) | 스타드 렌       | 1 - 3 | 파리 생제르맹                                           | 로아존 파르크, 렌                                                       |  |  |
| 20:45 UTC+2            | 아민 구이리 56′ |       | 32′ 비티냐 · 36′ 아슈라프 하키미 · 58′ 랑달 콜로 무아니 | 심판: 브누아 바스티앵 맨 오브 더 매치: 랑달 콜로 무아니 (파리 생제르맹) |  |  |
|                        |                 |       |                                                         |                                                                         |  |  |

| 9 2023년 10월 21일 (토) | 파리 생제르맹                                                       | 3 - 0 | 스트라스부르 알자스 | 파르크데프랭스, 파리                                                                 |  |  |
| 17:00 UTC+2             | 킬리앙 음바페 9′ (페널티) · 카를로스 솔레르 31′ · 파비안 루이스 77′ |       |                     | 관중 수: 41,261 심판: 바스티앵 데셰피 맨 오브 더 매치: 킬리앙 음바페 (파리 생제르맹) |  |  |
|                         |                                                                     |       |                     |                                                                                      |  |  |

| 10 2023년 10월 29일 (일) | 브레스트                                 | 2 - 3 | 파리 생제르맹                                  | 스타드 프랑시스 르 블레, 브레스트                                  |  |  |
| 13:00 UTC+1              | 스티브 무니에 43′ · 제레미 르 두아롱 51′ |       | 16′ 워렌 자이르에메리 · 27′, 88′ 킬리앙 음바페 | 심판: 제롬 브리자르 맨 오브 더 매치: 킬리앙 음바페 (파리 생제르맹) |  |  |
|                          |                                          |       |                                                |                                                                    |  |  |

| 11 2023년 11월 3일 (금) | 파리 생제르맹                                   | 3 - 0 | 몽펠리에 | 파르크데프랭스, 파리                                                    |  |  |
| 21:00 UTC+1             | 이강인 10′ · 워렌 자이르에메리 58′ · 비티냐 66′ |       |          | 관중 수: 47,647 심판: 뤼디 뷔케 맨 오브 더 매치: 이강인 (파리 생제르맹) |  |  |
|                         |                                                 |       |          |                                                                         |  |  |

| 12 2023년 11월 11일 (토) | 스타드 드 랭스 | 0 - 3 | 파리 생제르맹              | 스타드 오귀스트 들론, 랭스                                                       |  |  |
| 17:00 UTC+1              |                |       | 3′, 58′, 81′ 킬리앙 음바페 | 관중 수: 20,500 심판: 윌리 들라조 맨 오브 더 매치: 킬리앙 음바페 (파리 생제르맹) |  |  |
|                          |                |       |                            |                                                                                  |  |  |

| 13 2023년 11월 24일 (금) | 파리 생제르맹                                                                                            | 5 - 2 | AS 모나코                               | 파르크데프랭스, 파리                                                 |  |  |
| 21:00 UTC+1              | 곤살루 하무스 18′ · 킬리앙 음바페 38′ (페널티) · 우스만 뎀벨레 70′ · 비티냐 72′ · 랑달 콜로 무아니 90+6′ |       | 22′ 미나미노 다쿠미 · 76′ 폴라린 발로건 | 심판: 브누아 바스티앵 맨 오브 더 매치: 킬리앙 음바페 (파리 생제르맹) |  |  |
|                          | |       |                                         |                                                                      |  |  |

| 14 2023년 12월 3일 (일) | 르아브르 | 0 - 2 | 파리 생제르맹                  | 스타드 오세안, 르아브르                        |  |  |
| 13:00 UTC+1             |          |       | 23′ 킬리앙 음바페 · 88′ 비티냐 | 맨 오브 더 매치: 킬리앙 음바페 (파리 생제르맹) |  |  |
|                         |          |       |                                |                                                |  |  |

| 15 2023년 12월 9일 (토) | 파리 생제르맹                                | 2 - 1 | 낭트                  | 파르크데프랭스, 파리                              |  |  |
| 21:00 UTC+1             | 브래들리 바르콜라 41′ · 랑달 콜로 무아니 83′ |       | 55′ 모스타파 모하메드 | 맨 오브 더 매치: 랑달 콜로 무아니 (파리 생제르맹) |  |  |
|                         |                                              |       |                       |                                                   |  |  |

| 16 2023년 12월 17일 (일) | LOSC 릴               | 1 - 1 | 파리 생제르맹              | 스타드 피에르 모루아, 릴 (빌뇌브 다스크)   |  |  |
| 20:45 UTC+1              | 조너선 데이비드 90+4′ |       | 66′ (페널티) 킬리앙 음바페 | 맨 오브 더 매치: 조너선 데이비드 (LOSC 릴) |  |  |
|                          |                       |       |                            |                                            |  |  |

| 17 2023년 12월 20일 (수) | 파리 생제르맹                       | 3 - 1 | 메스            | 파르크데프랭스, 파리                           |  |  |
| 21:00 UTC+1              | 비티냐 49′ · 킬리앙 음바페 60′, 83′ |       | 72′ 마티외 위돌 | 맨 오브 더 매치: 킬리앙 음바페 (파리 생제르맹) |  |  |
|                          |                                     |       |                 |                                                |  |  |

| 18 2024년 1월 14일 (일) | RC 랑스 | 0 - 2 | 파리 생제르맹                             | 스타드 펠릭스 볼라르트, 랑스 |  |  |
| 20:45 UTC+1             |         |       | 30′ 브래들리 바르콜라 · 89′ 킬리앙 음바페 | 심판: 제롬 브리자르          |  |  |
|                         |         |       |                                           |                              |  |  |

| 19 2024년 1월 28일 (일) | 파리 생제르맹                              | 2 - 2 | 브레스트                                       | 파르크데프랭스, 파리 |  |  |
| 20:45 UTC+1             | 마르코 아센시오 38′ · 랑달 콜로 무아니 45′ |       | 55′ 마흐디 카마라 · 80′ 마티아스 페레이라 라지 |                      |  |  |
|                         |                                            |       |                                                |                      |  |  |

| 20 2024년 2월 2일 (금) | 스트라스부르 알자스 | 1 - 2 | 파리 생제르맹                           | 스타드 드 라 메노, 스트라스부르 |  |  |
| 21:00 UTC+1            | 딜란 바크와 68′     |       | 31′ 킬리앙 음바페 · 49′ 마르코 아센시오 | 관중 수: 25,834 심판: 뤼디 뷔케 |  |  |
|                        |                     |       |                                         |                                 |  |  |

| 21 2024년 2월 10일 (토) | 파리 생제르맹                                                      | 3 - 1 | LOSC 릴          | 파르크데프랭스, 파리 |  |  |
| 21:00 UTC+1             | 곤살루 하무스 10′ · 알렉산드루 17′ (자책골) · 랑달 콜로 무아니 80′ |       | 6′ 유수프 야즈즈 |                      |  |  |
|                         |                                                                    |       |                  |                      |  |  |

| 22 2024년 2월 17일 (토) | 낭트 | 0 - 2 | 파리 생제르맹                                      | 스타드 드 라 보주아르, 낭트         |  |  |
| 21:00 UTC+1             |      |       | 60′ 루카스 에르난데스 · 78′ (페널티) 킬리앙 음바페 | 관중 수: 34,038 심판: 제롬 브리자르 |  |  |
|                         |      |       |                                                    |                                     |  |  |

| 23 2024년 2월 25일 (일) | 파리 생제르맹                | 1 - 1 | 스타드 렌       | 파르크데프랭스, 파리  |  |  |
| 17:05 UTC+1             | 곤살루 하무스 90+6′ (페널티) |       | 33′ 아민 구이리 | 심판: 바스티앵 드셰피 |  |  |
|                         |                              |       |                 |                       |  |  |

| 24 2024년 3월 1일 (금) | AS 모나코 | 0 - 0 | 파리 생제르맹 | 스타드 루이 II, 모나코 |  |  |
| 21:00 UTC+1            |           |       |               |                        |  |  |
|                        |           |       |               |                        |  |  |

| 25 2024년 3월 10일 (일) | 파리 생제르맹                                      | 2 - 2 | 스타드 드 랭스                       | 파르크데프랭스, 파리              |  |  |
| 13:00 UTC+1             | 유니스 압델하미드 17′ (자책골) · 곤살루 하무스 19′ |       | 6′ 마셜 무네치 · 45′ 우마르 디아키테 | 관중 수: 47,917 심판: 윌리 들라조 |  |  |
|                         |                                                    |       |                                      |                                   |  |  |

| 26 2024년 3월 17일 (일) | 몽펠리에                                         | 2 - 6 | 파리 생제르맹                                                           | 스타드 드 라 모송, 몽펠리에       |  |  |
| 20:45 UTC+1             | 아르노 노르댕 30′ · 테지 사바니에 45+2′ (페널티) |       | 14′ 비티냐 · 22′, 50′, 63′ 킬리앙 음바페 · 53′ 이강인 · 89′ 누누 멘드스 | 관중 수: 19,202 심판: 플로랑 바타 |  |  |
|                         |                                                  |       |                                                                         |                                   |  |  |

| 27 2024년 3월 31일 (일) | 올랭피크 마르세유 | 0 - 2 | 파리 생제르맹                  | 오랑쥬 벨로드롬, 마르세유             |  |  |
| 20:45 UTC+2             |                   |       | 53′ 비티냐 · 85′ 곤살루 하무스 | 관중 수: 66,046 심판: 브누아 바스티앵 |  |  |
|                         |                   |       |                                |                                       |  |  |

| 28 2024년 4월 6일 (토) | 파리 생제르맹     | 1 - 1 | 클레르몽          | 파르크데프랭스, 파리              |  |  |
| 21:00 UTC+2            | 곤살루 하무스 85′ |       | 32′ 하비브 케이타 | 관중 수: 47,607 심판: 가엘 앙굴라 |  |  |
|                        |                   |       |                   |                                   |  |  |

| 30 2024년 4월 21일 (일) | 파리 생제르맹                                                           | 4 - 1 | 올랭피크 리옹       | 파르크데프랭스, 파리                    |  |  |
| 21:00 UTC+2             | 네마냐 마티치 3′ (자책골) · 루카스 베라우두 6′ · 곤살루 하무스 32′, 42′ |       | 37′ 어니스트 누아마 | 관중 수: 47,700 심판: 프랑수아 르텍시에 |  |  |
|                         |                                                                         |       |                     |                                         |  |  |

| 29 2024년 4월 24일 (수) | 로리앙            | 1 - 4 | 파리 생제르맹                                   | 스타드 뒤 무스투아르 - 이브 알랭마, 로리앙 |  |  |
| 19:00 UTC+2             | 모하메드 밤바 72′ |       | 18′, 59′ 우스만 뎀벨레 · 21′, 89′ 킬리앙 음바페 | 관중 수: 16,738 심판: 마르크 볼랑지에      |  |  |
|                         |                   |       |                                                 |                                            |  |  |

| 31 2024년 4월 27일 (토) | 파리 생제르맹                                                     | 3 - 3 | 르 아브르                                                            | 파르크데프랭스, 파리              |  |  |
| 21:00 UTC+2             | 브래들리 바르콜라 29′ · 아슈라프 하키미 78′ · 곤살루 하무스 90+5′ |       | 19′ 크리스토퍼 오페리 · 38′ 앙드레 아유 · 61′ (페널티) 압둘라예 투레 | 관중 수: 47,922 심판: 윌리 들라조 |  |  |
|                         |                                                                   |       |                                                                      |                                   |  |  |

| 33 2024년 5월 12일 (일) | 파리 생제르맹    | 1 - 3 | 툴루즈                                                | 파르크데프랭스, 파리              |  |  |
| 21:00 UTC+2             | 킬리앙 음바페 8′ |       | 13′ 티스 달링가 · 69′ 얀 그보오 · 90+5′ 프랑크 마그리 | 관중 수: 47,855 심판: 플로랑 바타 |  |  |
|                         |                  |       |                                                       |                                   |  |  |

| 32 2024년 5월 15일 (수) | 니스                 | 1 - 2 | 파리 생제르맹                         | 알리안츠 리비에라, 니스         |  |  |
| 21:00 UTC+2             | 모하메드-알리 초 32′ |       | 18′ 브래들리 바르콜라 · 23′ 요랑 자그 | 관중 수: 33,818 심판: 뤼디 뷔케 |  |  |
|                         |                      |       |                                       |                                 |  |  |

| 34 2024년 5월 19일 (일) | 메스 | 0 - 2 | 파리 생제르맹                   | 스타드 생생포리앵, 메스           |  |  |
| 21:00 UTC+2             |      |       | 7′ 카를로스 솔레르 · 12′ 이강인 | 관중 수: 28,455 심판: 가엘 앙굴라 |  |  |
|                         |      |       |                                 |                                   |  |  |

### 쿠프 드 프랑스
| 64강전 2024년 1월 7일 | 르벨 (6) | 0 - 9   | 파리 생제르맹 (1) | 스타드 피에르-파브르, 카스트르                                                 |  |  |
| 20:45 UTC+1           |          | Rapport | 16′, 45′, 48′ 킬리앙 음바페 · 38′ (자책골) 막상스 은게상 · 43′ 마르코 아센시오 · 71′ (페널티) 곤살루 하무스 · 76′, 90′ 랑달 콜로 무아니 · 87′ 셰르 은두르 | 관중 수: 9351 심판: 플로랑 바타 맨 오브 더 매치: 킬리앙 음바페 (파리 생제르맹) |  |  |
|                       |          |         | |                                                                                |  |  |

| 32강전 2024년 1월 20일 | 오를레앙 루아레 풋볼 (3) | 1 - 4 | 파리 생제르맹 (1)                                                     | 스타드 드 라 수르스, 오를레앙-라 수르스                                            |  |  |
| 20:45 UTC+1            | 니콜라 생루 86′          |       | 16′, 63′ (페널티) 킬리앙 음바페 · 72′ 곤살루 하무스 · 88′ 세니 마율루 | 관중 수: 7800 심판: 마르크 볼랑지에 맨 오브 더 매치: 킬리앙 음바페 (파리 생제르맹) |  |  |
|                        |                          |       |                                                                       |                                                                                    |  |  |

| 16강전 2024년 2월 7일 | 파리 생제르맹 (1)                                             | 3 - 1 | 스타드 브레스트 29 (1) | 파르크데프랭스, 파리                                                                 |  |  |
| 20:45 UTC+1           | 킬리앙 음바페 34′ · 다닐루 페레이라 37′ · 곤살루 하무스 90+2′ |       | 65′ 스티브 무니에      | 관중 수: 43,000 심판: 브누아 바스티앵 맨 오브 더 매치: 킬리앙 음바페 (파리 생제르맹) |  |  |
|                       |                                                               |       |                        |                                                                                      |  |  |

| 8강전 2024년 3월 13일 | 파리 생제르맹 (1)                                           | 3 - 1 | OGC 니스 (1)        | 파르크데프랭스, 파리                                                                   |  |  |
| 21:10 UTC+1           | 킬리앙 음바페 14′ · 파비안 루이스 33′ · 루카스 베라우두 60′ |       | 37′ 가에탕 라보르드 | 관중 수: 47,000 심판: 프랑수아 르텍시에 맨 오브 더 매치: 킬리앙 음바페 (파리 생제르맹) |  |  |
|                       |                                                             |       |                     |                                                                                        |  |  |

| 준결승전 2024년 4월 3일 | 파리 생제르맹 (1) | 1 - 0 | 스타드 렌 (1) | 파르크데프랭스, 파리                                                           |  |  |
| 21:10 UTC+2             | 킬리앙 음바페 40′ |       |               | 관중 수: 45,000 심판: 뤼디 뷔케 맨 오브 더 매치: 킬리앙 음바페 (파리 생제르맹) |  |  |
|                         |                   |       |               |                                                                                |  |  |

| 결승전 2024년 5월 25일 | 올랭피크 리옹 (1)     | 1 - 2 | 파리 생제르맹 (1)                     | 스타드 피에르 모루아, 릴 (빌뇌브 다스크) |  |  |
| 21:00 UTC+2            | 제이크 오브라이언 55′ |       | 22′ 우스만 뎀벨레 · 34′ 파비안 루이스 | 심판: 프랑수아 르텍시에                  |  |  |
|                        |                       |       |                                       |                                          |  |  |

### 트로페 데 샹피옹
| 트로페 데 샹피옹 2023-24 2024년 1월 3일 (수) | 파리 생제르맹          | 2 - 0 | 툴루즈 | 파르크데프랭스, 파리                                          |  |  |
| 21:00 UTC+2                                  | 이강인 3′ · 음바페 44′ | 기록  |        | 관중 수: 43,792 심판: 하킴 벤 엘 하지 맨 오브 더 매치: 이강인 |  |  |
|                                              |                        |       |        |                                                               |  |  |

### UEFA 챔피언스리그

#### 조별 리그
조별 리그 조추첨은 2023년 8월 31일에 확정되었다.
| 순위 | 팀                  | 경기 | 승 | 무 | 패 | 득 | 실 | 차 | 승점 | 통과                        |  | DOR | PAR | MIL | NEW |
| ---- | ------------------- | ---- | -- | -- | -- | -- | -- | -- | ---- | --------------------------- |  | --- | --- | --- | --- |
| 1    | 보루시아 도르트문트 | 6    | 3  | 2  | 1  | 7  | 4  | +3 | 11   | 16강전 진출                 |  | —   | 1-1 | 0-0 | 2-0 |
| 2    | 파리 생제르맹       | 6    | 2  | 2  | 2  | 9  | 8  | +1 | 8    | 16강전 진출                 |  | 2-0 | —   | 3-0 | 1-1 |
| 3    | AC 밀란             | 6    | 2  | 2  | 2  | 5  | 8  | −3 | 8    | 유로파리그 녹아웃 PO로 전환 |  | 1-3 | 2-1 | —   | 0-0 |
| 4    | 뉴캐슬 유나이티드   | 6    | 1  | 2  | 3  | 6  | 7  | −1 | 5    |                             |  | 0-1 | 4-1 | 1-2 | —   |

1. 1 2  승자승 승점 동률. 승자승 골득실차: 파리 생제르맹 +2, AC 밀란 -2.

| 1 2023년 9월 19일 | 파리 생제르맹                                    | 2 - 0 | 보루시아 도르트문트 | 파르크데프랭스, 파리                                                           |  |  |
| 21:00 UTC+2       | 킬리앙 음바페 49′ (페널티) · 아슈라프 하키미 57′ |       |                     | 관중 수: 47,379 심판: 헤수스 힐 만사노 맨 오브 더 매치: 비티냐 (파리 생제르맹) |  |  |
|                   |                                                  |       |                     |                                                                                |  |  |

| 2 2023년 10월 4일 | 뉴캐슬 유나이티드                                                 | 4 - 1 | 파리 생제르맹       | 세인트 제임스 파크, 뉴캐슬어폰타인                                     |  |  |
| 20:00 UTC+1       | 미겔 알미론 16′ · 댄 번 39′ · 션 롱스태프 50′ · 파비안 셰어 90+1′ |       | 56′ 뤼카 에르난데스 | 심판: 이슈트반 코바치 맨 오브 더 매치: 션 롱스태프 (뉴캐슬 유나이티드) |  |  |
|                   |                                                                   |       |                     |                                                                        |  |  |

| 3 2023년 10월 25일 | 파리 생제르맹                                         | 3 - 0 | AC 밀란 | 파르크데프랭스, 파리                                                 |  |  |
| 21:00 UTC+2        | 킬리앙 음바페 32′ · 랑달 콜로 무아니 52′ · 이강인 88′ |       |         | 심판: 슬라프코 빈치치 맨 오브 더 매치: 킬리앙 음바페 (파리 생제르맹) |  |  |
|                    |                                                       |       |         |                                                                      |  |  |

| 4 2023년 11월 7일 | AC 밀란                             | 2 - 1 | 파리 생제르맹        | 산 시로, 밀라노                                                                 |  |  |
| 21:00 UTC+1       | 하파엘 레앙 12′ · 올리비에 지루 50′ |       | 9′ 밀란 슈크리니아르 | 관중 수: 75,649 심판: 헤수스 힐 만사노 맨 오브 더 매치: 올리비에 지루 (AC 밀란) |  |  |
|                   |                                     |       |                      |                                                                                 |  |  |

| 5 2023년 11월 28일 | 파리 생제르맹                | 1 - 1 | 뉴캐슬 유나이티드 | 파르크데프랭스, 파리                                                                 |  |  |
| 21:00 UTC+1        | 킬리앙 음바페 90+8′ (페널티) |       | 알렉산더 이삭 24′ | 관중 수: 46,435 심판: 시몬 마르치니악 맨 오브 더 매치: 킬리앙 음바페 (파리 생제르맹) |  |  |
|                    |                              |       |                   |                                                                                      |  |  |

| 6 2023년 12월 13일 | 보루시아 도르트문트 | 1 - 1 | 파리 생제르맹         | 베스트팔렌슈타디온, 도르트문트                                                         |  |  |
| 21:00 UTC+1        | 카림 아데예미 51′   |       | 56′ 워렌 자이르에메리 | 관중 수: 81,365 심판: 글렌 뉘베리 맨 오브 더 매치: 카림 아데예미 (보루시아 도르트문트) |  |  |
|                    |                     |       |                       |                                                                                        |  |  |

#### 결선 토너먼트
16강전 대진 추첨은 2023년 12월 18일에 확정되었다.
| 16강전 1차전 2024년 2월 14일 | 파리 생제르맹                             | 2 - 0 | 레알 소시에다드 | 파르크데프랭스, 파리                                                               |  |  |
| 21:00 UTC+1                  | 킬리앙 음바페 58′ · 브래들리 바르콜라 70′ |       |                 | 관중 수: 46,435 심판: 마르코 구이다 맨 오브 더 매치: 킬리앙 음바페 (파리 생제르맹) |  |  |
|                              |                                           |       |                 |                                                                                    |  |  |

| 16강전 2차전 2024년 3월 5일 | 레알 소시에다드 | 1 - 2 | 파리 생제르맹          | 에스타디오 데 아노에타, 산세바스티안                                               |  |  |
| 21:00 UTC+1                 | 미켈 메리노 89′ |       | 15′, 56′ 킬리앙 음바페 | 관중 수: 39,336 심판: 마이클 올리버 맨 오브 더 매치: 킬리앙 음바페 (파리 생제르맹) |  |  |
|                             |                 |       |                        |                                                                                    |  |  |

8강전 이상 대진 추첨은 2024년 3월 15일에 시행되었다.
| 8강전 1차전 2024년 4월 10일 | 파리 생제르맹                  | 2 - 3  | 바르셀로나                                | 파르크데프랭스, 파리                                                     |  |  |
| 21:00 UTC+2                 | 우스만 뎀벨레 48′ · 비티냐 50′ | 리포트 | 37′, 62′ 하피냐 · 77′ 안레아스 크리스텐센 | 관중 수: 47,470 심판: 앤서니 테일러 맨 오브 더 매치: 하피냐 (바르셀로나) |  |  |
|                             |                                |        |                                           |                                                                          |  |  |

| 8강전 2차전 2024년 4월 16일 | 바르셀로나 | 1 - 4  | 파리 생제르맹                                                    | 에스타디 올림픽 류이스 쿰파니스, 바르셀로나                                          |  |  |
| 21:00 UTC+2                 | 하피냐 12′ | 리포트 | 우스만 뎀벨레 40′ · 비티냐 54′ · 킬리앙 음바페 61′, 89′ (페널티) | 관중 수: 50,309 심판: 이슈트반 코바치 맨 오브 더 매치: 킬리앙 음바페 (파리 생제르맹) |  |  |
|                             |            |        |                                                                  |                                                                                      |  |  |

| 준결승전 1차전 2024년 5월 1일 | 보루시아 도르트문트   | 1 - 0 | 파리 생제르맹 | 베스트팔렌슈타디온, 도르트문트                                                               |  |  |
| 21:00 UTC+2                   | 니클라스 퓔크루크 36′ |       |               | 관중 수: 81,365 심판: 앤서니 테일러 맨 오브 더 매치: 니클라스 퓔크루크 (보루시아 도르트문트) |  |  |
|                               |                       |       |               |                                                                                              |  |  |

| 준결승전 2차전 2024년 5월 7일 | 파리 생제르맹 | 0 - 1 | 보루시아 도르트문트 | 파르크데프랭스, 파리                                                       |  |  |
| 21:00 UTC+2                   |               |       | 50′ 마츠 후멜스     | 심판: 다니엘레 오르사토 맨 오브 더 매치: 마츠 후멜스 (보루시아 도르트문트) |  |  |
|                               |               |       |                     |                                                                            |  |  |